# Joan Fontaine
Joan Fontaine (født 22. oktober 1917, død 15. december 2013) var en britisk født, amerikansk skuespiller. I 1941 modtog hun en Oscar for bedste kvindelige hovedrolle for sin medvirken i Alfred Hitchcock-filmen Mistanken.
Hun var lillesøster til skuespilleren Olivia de Havilland.

## Ekstern henvisninger
- Wikimedia Commons har flere filer relateret til Joan Fontaine

- Joan Fontaine på Internet Movie Database (engelsk)
- Joan Fontaine på Filmdatabasen
- Joan Fontaine på Scope
- Joan Fontaine på Svensk Filmdatabas (svensk)
- Joan Fontaine på AlloCiné (fransk)
- Joan Fontaine på AllMovie (engelsk)
- Joan Fontaine på Turner Classic Movies (engelsk)
- Joan Fontaine på Rotten Tomatoes (engelsk)
- Joan Fontaine på TV Guide (engelsk)
- Joan Fontaine på The Movie Database (engelsk)

| Priser                                    | Priser                                                    | Priser                                       |
| ----------------------------------------- | --------------------------------------------------------- | -------------------------------------------- |
| Foregående: Ginger Rogers for Kitty Foyle | Oscar for bedste kvindelige hovedrolle 1941 for Mistanken | Efterfølgende: Greer Garson for Mrs. Miniver |

1. ↑  Navnet er anført på svensk og stammer fra Wikidata hvor navnet endnu ikke findes på dansk.